# Palaemnema gigantula
Palaemnema gigantula là một loài chuồn chuồn kim thuộc họ Platystictidae. Loài này có ở Costa Rica và Nicaragua. Môi trường sống tự nhiên của chúng là rừng ẩm vùng đất thấp nhiệt đới hoặc cận nhiệt đới và sông ngòi. Chúng hiện đang bị đe dọa vì mất môi trường sống.